# Parc Nacional d'Indre Wijdefjorden
El Parc Nacional d'Indre Wijdefjorden (en noruec: Indre Wijdefjorden nasjonalpark) es troba en un fiord al nord de l'illa de Spitsbergen, a l'arxipèlag Svalbard, Noruega. Cobreix la part interior del Wijdefjorden, el fiord més llarg de Svalbard. El parc nacional es va establir el 9 de setembre de 2005 i abasta 1.127 km², dels quals 745 km² són de terra i 382 km² són d'aigua. El medi marí canvia enormement de la desembocadura del fiord a l'inici, indret molt més fred on acaba la glacera Mittag-Lefflerbreen.
A banda i banda del Wijdefjorden hi ha vegetació d'estepa àrtica alta, dominada per gramínies i extremadament sec, terra bàsica. Hi ha algunes zones dominades per l'exposició de la terra mineral. L'àrea al voltant del fiord té una vegetació que és única i no es conserva en altres àrees de Svalbard. Juntament amb la vegetació que es troba als penya-segats de nidificació, al parc s'hi troba la flora més exclusiva de Svalbard, com ara Stepperøykvein, Puccinellia svalbardensis, Gentianella tenella i Kobresia simpliciuscula. Dels fiords més grans a Svalbard, Wijdefjorden és el menys afectada pels éssers humans. Pel que fa a la fauna, les espècies més destacades són els ossos polars, els rens de Svalbard i la guineu àrtica. Tant la flora com la fauna es veuen afectades per unes condicions extremes dominades per les baixes temperatures i la poca llum en les èpoques de nit polar.